# Gouvernement at-Tafila
Das Gouvernement at-Tafila (arabisch محافظة الطفيلة, DMG Muḥāfaẓat aṭ-Ṭafīla) ist eines der zwölf Gouvernements Jordaniens. Sitz der Gouvernementsverwaltung ist at-Tafila. Die Einwohnerzahl beträgt 109.000 (Stand: Ende 2020).

## Geographie
Das Gouvernement liegt etwa 180 km südwestlich von Amman, der Hauptstadt Jordaniens.
Das Gouvernement at-Tafila grenzt im Norden an das Gouvernement al-Karak, im Osten und Süden an das Gouvernement Maʿan, im Süden an das Gouvernement Aqaba und im Westen an Israel. Die Fläche macht 2,5 % der Gesamtfläche des Haschemitischen Königreichs Jordanien aus. Es ist in drei Bezirke unterteilt.

## Geschichte
Das Gebiet gehörte einst zu dem antiken Staat Edom. Das als Wadi al-Hasa bekannte Tal bildete die Grenze zwischen Edom und dem benachbarten Königreich Moab im heutigen Gouvernement Karak. Derzeit bildet Wadi al-Hasa die Grenze zwischen at-Tafila und dem Gouvernement Karak und gehört selbst administrativ zum Gouvernement Karak.
Die meisten Städte wurden in der edomitischen Periode gegründet. In der Stadt Busaira, wo sich einst die Hauptstadt von Edom befand, findet man noch Ruinen.

## Demografie
Die Bevölkerung ist die kleinste unter den Gouvernements Jordaniens. 2004 waren 98 % der Bevölkerung Staatsbürger Jordaniens.
| Jahr          | Einwohnerzahl |
| ------------- | ------------- |
| 1994 (Zensus) | 62.783        |
| 2004 (Zensus) | 75.267        |
| 2015 (Zensus) | 96.291        |

## Wirtschaft
Wirtschaftlich dominiert vor allem der Tourismus und die Landwirtschaft. Es wird Olivenanbau betrieben.